# Општина Воитег (Тимиш)
Воитег (рум. Voiteg) општина је у Румунији у округу Тимиш.
Oпштина се налази на надморској висини од 88 m.